# ليزلي جويس أبرامز
ليزلي جويس أبرامز (بالإنجليزية: Leslie Joyce Abrams)‏ هي محامية وقاضية أمريكية، ولدت في 6 ديسمبر 1974 في ماديسون في الولايات المتحدة.